# 발암균

암과 관련된 세균들

발암균(發癌菌, Cancer bacteria)은 암을 일으키는 종류의 세균을 의미한다. 암 관련 세균은 오래 전부터 기회감염성(암이 이미 나타난 후 건강한 조직을 감염시키는 것)으로 여겨져오긴 했으나, 최근에는 헬리코박터 파일로리와 위암의 관계 등 직접 암을 일으킬 수 있다는 증거가 발견되었다. 종양바이러스는 암을 일으키는 바이러스라는 점에서 발암균과 유사점이 있다.

## 첫 발견
헬리코박터 파일로리는 사람의 위와 십이지장에서 번식하는데, 이후 위암이나 MALT 림프종을 일으킨다. 동물 모델을 사용한 실험에서 코흐의 가설 세 번째와 네 번째를 만족함으로써 헬리코박터균이 위암의 원인이 된다는 것이 입증되었다. 파일로리는 만성 염증 등의 기작을 통해 암을 유발하는데, 이러한 과정에 관여하는 인자로는 CagA가 있다.

## 추정
여러 종류의 세균들이 발암과정에 관여하는 것으로 보이나, 그 구체적인 기작은 아직 알려진 바가 거의 없다. 현재 감염성 암원으로 추정되는 세균들은 다음과 같다.
| 학명                 | 한국어 이름         | 관련 암                        |
| -------------------- | ------------------- | ------------------------------ |
| Salmonella Typhi     | 장티푸스균          | 쓸개암                         |
| Streptococcus bovis  |                     | 대장암                         |
| Chlamydia pneumoniae | 폐렴클라미디아      | 폐암                           |
| Mycoplasma           | 미코플라스마        | 다양한 종류의 암               |
| Helicobacter pylori  | 헬리코박터 파일로리 | 위암, MALT 림프종, 일부 식도암 |

장티푸스균은 쓸개암과 관련이 있는데, 특이하게도 흑색종이나 대장암, 방광암 치료제를 표적 부위에 전달하는데 사용되기도 한다. 대장암 역시 여러 장내세균들과 연관이 있는 것으로 보인다. 구강암에도 미생물과 그 대사 부산물, 또는 만성 염증으로 인한 영향이 존재하는 것으로 확인된다. 서로 다른 세균이 서로 다른 종류의 암에 관여하기도 한다.

## 역사
1890년 스코틀랜드의 병리학자 윌리엄 러셀(William Russell)은 암의 세균적 원인에 대한 정황증거를 보고했다. 1926년 캐나다의 의사 토마스 글로버(Thomas Glover)는 동물과 인간의 종양조직으로부터 특정 세균을 여러 차례 분리할 수 있다고 보고했다.
글로버는 미국 보건복지부의 전신인 공중 보건국(Public Health Service)에서 연구를 계속 하여 1929년에 연구를 마치고, 1930년에 연구결과를 발표한다. 그는 자신이 발견한 세균으로 제조한 백신이나 혈청이 암 환자들을 치료하는데 사용될 수 있다고 주장했다. 그러나 공중 보건국의 과학자들은 글로버의 주장에 이의를 제기했고, 확실히 하기 위해 글로버에게 연구를 여러 차례 반복할 것을 요청했다. 그러나 글로버는 이를 거부했고, 독자적인 연구를 계속 진행하였다. 결국 합의점을 찾으려 하지 않았기 때문에 그의 연구에는 오늘날에는 별다른 공적이 주어지지 않는다.
1950년, 뉴어크에 본부를 둔 의사 버지니아 리빙스턴이 일부 미코박테륨이 신생물과 관련이 있다고 주장하는 논문을 발표했다. 그러나 1990년에 미국 암연구소는 리빙스턴의 이론에 대한 리뷰논문에서 그녀의 발암균 분류 방법에는 "중대한 오류"가 되어 있으므로, 사실상 오분류라는 결과를 내었다.

## 같이 보기
- 종양바이러스

## 참고 문헌
- Pelini P. (1999 2000). "Cancer and metastasis to the lung caused by the bacterium Pseudomonas". Rome, Italy: Figshare. .doi:10.6084/M9.FIGSHARE.3382954.